# Velká cena Merana

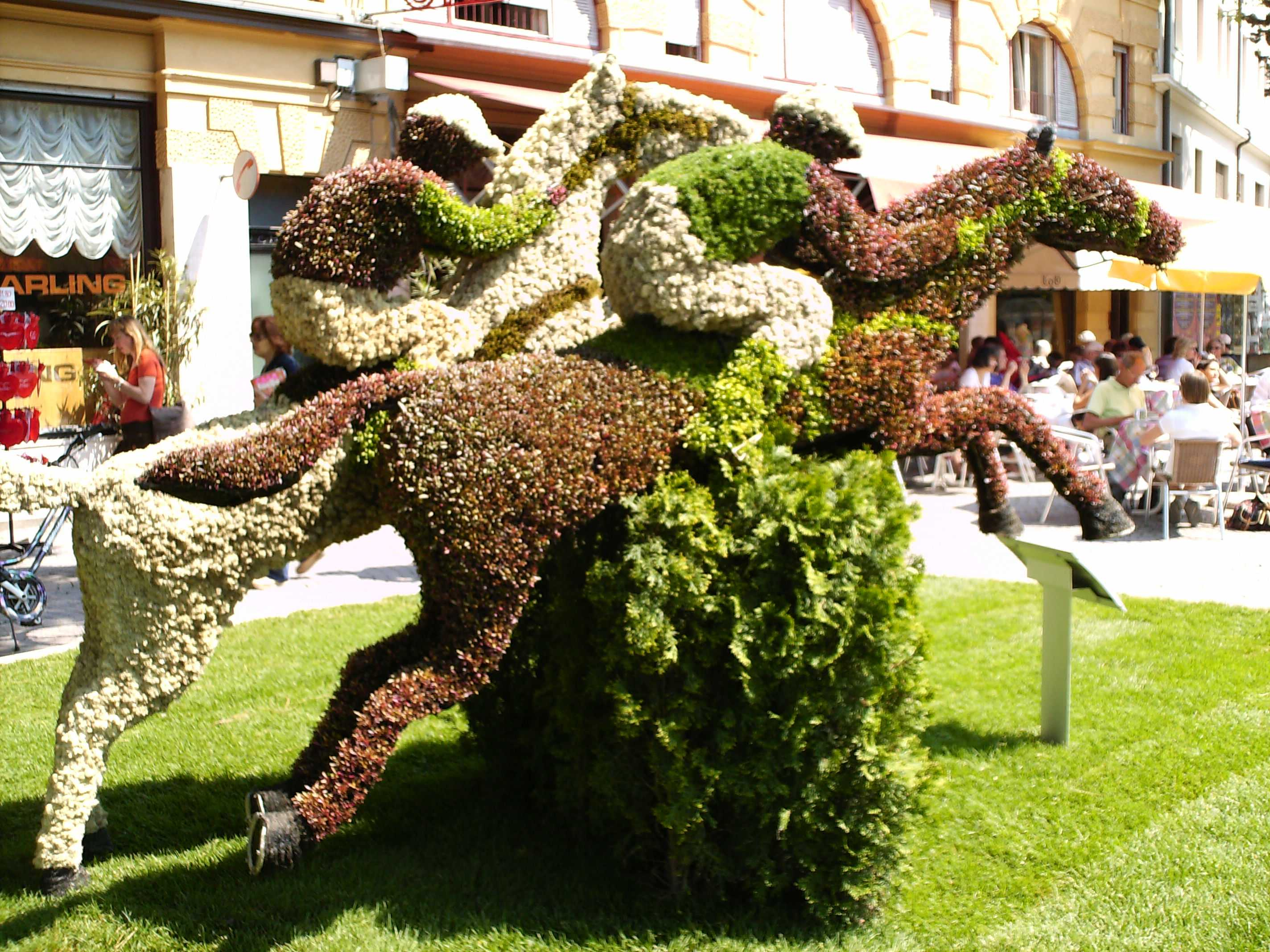
Výzdoba na dostihovém závodišti Ippodromo di Maia

Velká cena Merana (italsky Gran Premio Merano, německy Großer Preis von Meran) je překážkový dostih pro čtyřleté a starší koně, který se koná každoročně v září na závodišti Ippodromo di Maia v severoitalském městě Merano. Poprvé se běžel v roce 1935, kdy vyhrál Roi de Trèfle. 
Velká cena Merana je nejdůležitější steeplechase v Itálii a navštěvuje ji okolo 13 000 diváků. Trať je dlouhá 5000 metrů, má tvar osmičky a nachází se na ní 24 překážek. Dotace dostihu je 250 000 euro. 
Historicky nejúspěšnějším koněm je od roku 2022 hnědý valach italského majitele Josefa Aichnera L'Estran trenéra Josefa Váni ml., když čtvrtým vítězstvím v řadě překonal rekord vítěze z let 1994–1996, francouzského Or Jack. Žokej Josef Bartoš se zároveň se čtyřmi vítězstvími vyrovnal nejúspěšnějšímu jezdci Christophu Pieuxovi.

## Vítězové od roku 2000
| Rok  | Vítěz          | Žokej            |
| ---- | -------------- | ---------------- |
| 2022 | L'Estran       | Josef Bartoš     |
| 2021 | L'Estran       | Josef Bartoš     |
| 2020 | L'Estran       | Josef Bartoš     |
| 2019 | L'Estran       | Josef Bartoš     |
| 2018 | Le Costaud     | James Reveley    |
| 2017 | Al Bustan      | Jan Faltejsek    |
| 2016 | Mazhilis       | Jan Kratochvíl   |
| 2015 | Kazzio         | Cevin Chan       |
| 2014 | Alpha Two      | Josef Váňa ml.   |
| 2013 | Alpha Two      | Josef Váňa ml.   |
| 2012 | Rigoureux      | Jacques Ricou    |
| 2011 | Chercheur d'Or | James Reveley    |
| 2010 | Rigoureux      | James Reveley    |
| 2009 | Sharstar       | Raffaele Romano  |
| 2008 | Sharstar       | Raffaele Romano  |
| 2007 | Halling Joy    | Raffaele Romano  |
| 2006 | Kolorado       | Dirk Fuhrmann    |
| 2005 | Rosenbrief     | Thierry Steeger  |
| 2004 | Masini         | Jim Crowley      |
| 2003 | Tempo d'Or     | Benoît Gicquel   |
| 2002 | Present bleu   | Benoît Delo      |
| 2001 | Scaligero      | Dirk Fuhrmann    |
| 2000 | Grey Jack      | Christophe Pieux |